# Haffouz (délégation)
Pour l’article homonyme, voir Haffouz.
Haffouz est une délégation tunisienne dépendant du gouvernorat de Kairouan.
En 2004, elle compte 43 792 habitants dont 22 079 hommes et 21 713 femmes répartis dans 8 036 ménages et 8 157 logements.